# Monte Senderens
El monte Senderens (en inglés: Mount Senderens) es una elevación de 1315 m s. n. m. de altura, ubicada cerca del Monte Sabatier y a dos kilómetros al norte de la bahía Rogged en el extremo sur de Georgia del Sur, en el océano Atlántico Sur, cuya soberanía está en disputa entre el Reino Unido el cual las administra como «Territorio Británico de Ultramar de las islas Georgias del Sur y Sandwich del Sur», y la República Argentina que las integra al Departamento Islas del Atlántico Sur, dentro de la Provincia de Tierra del Fuego, Antártida e Islas del Atlántico Sur.
El nombre aparece en las cartas que datan de la década de 1930. Fue examinado por el South Georgia Survey en el período de 1951 a 1957, y nombrado por el Comité Antártico de Lugares del Geográficos Reino Unido (UK-APC) por Jean-Baptiste Senderens (1856-1937), químico francés, cuyo trabajo con Paul Sabatier condujo a la introducción en 1907 del proceso de hidrogenación para el endurecimiento del aceite de ballena.